# لوکاس لازوگیانیس
لوکاس لازوگیانیس (به انگلیسی: Lucas Lazogianis،  زادهٔ ۱۸ آوریل ۲۰۰۱) یک کشتی‌گیر فرنگی‌کار اهل کشور آلمان است. وی سابقه حضور در المپیک ۲۰۲۴ پاریس را دارد.